# Birgit Seemann
Birgit Seemann (* 1961 in Bad Windsheim) ist eine deutsche Sozial- und Politikwissenschaftlerin.

## Leben
Seemann gehört zu den ersten Forscherinnen zum Thema Staat und Gender in der Bundesrepublik, hierzu promovierte sie 1996 bei Josef Esser (Politikwissenschaftler) an der Johann Wolfgang Goethe-Universität Frankfurt am Main. Danach war sie langjährige Mitarbeiterin am von Renate Heuer herausgegebenen Lexikon deutsch-jüdischer Autoren sowie Autorin der Tribüne. Sie veröffentlichte Biografien zu Hedwig Lachmann, Jeanette Wolff und erstmals auch zu Eleonore Sterling, von Max Horkheimer geförderte frühe Antisemitismusforscherin und erste deutsche Professorin für Politikwissenschaft. Seit 2006 arbeitet sie an dem von ihr mitaufgebauten Forschungsprojekt Jüdische Pflegegeschichte  an der Frankfurt University of Applied Sciences mit der bundesweit einzigen Website zur Sozialgeschichte der jüdischen Krankenpflege in Deutschland.

## Hauptwerke
- Feministische Staatstheorie. Der Staat in der deutschen Frauen- und Patriarchatsforschung. Vorwort von Barbara Holland-Cunz. Verlag Leske und Budrich, Opladen 1996, ISBN 978-3-8100-1675-1
- Hedwig Landauer-Lachmann. Dichterin, Antimilitaristin, deutsche Jüdin. Campus-Verlag, Frankfurt am Main, New York 1998, ISBN 978-3-593-35973-1
- Jeanette Wolff. Politikerin und engagierte Demokratin. (1888–1976). Campus-Verlag, Frankfurt am Main, New York 2000, ISBN 978-3-593-36465-0
- Mit den Besiegten. Hedwig Lachmann (1865–1918) Deutsch-jüdische Schriftstellerin und Antimilitaristin. Mit Ill. von Uwe Rausch. Überarb. und aktualisierte Neuaufl. Verlag Edition AV, Lich/Hessen 2012, ISBN 978-3-86841-073-0
- Ein "feather weight champion Cassius Clay. Eleonore Sterling (1925–1968). Deutsch-jüdische Kämpferin gegen Antisemitismus und Rechtsextremismus. Verlag Edition AV, Lich/Hessen 2013, ISBN 978-3-86841-078-5
- "... ein Segen zu werden für die Menschheit ...". Der jüdische Orden B’nai B’rith in Frankfurt am Main und seine Logen (1888–1937). Verlag B‘nai B‘rith Frankfurt Schönstädt Loge e.V., Frankfurt am Main 2023, ISBN 978-3-9825856-0-4
- Jüdische Lebensgemeinschaft und „geistige Hochschule“. Der jüdische Orden B'nai B'rith in Nürnberg und seine Logen (1903–1937). Verlag B‘nai B‘rith Frankfurt Schönstädt Loge e.V., Frankfurt am Main 2024, ISBN 978-3-9825856-1-1
- Birgit Seemann, Edgar Bönisch: Das Gumpertz’sche Siechenhaus - ein "Jewish Place" in Frankfurt am Main. Geschichte und Geschichten einer jüdischen Wohlfahrtseinrichtung. Verlag Brandes & Apsel, Frankfurt am Main 2019, ISBN 978-3-95558-253-1
- Brigitte Geißel, Birgit Seemann (Hrsg.): Bildungspolitik und Geschlecht. Ein europäischer Vergleich. Verlag Leske und Budrich, Opladen 2001, ISBN 978-3-8100-3084-9